# Большой дворец (Петергоф)
Большо́й дворе́ц — основное здание дворцово-паркового ансамбля «Петергоф», расположенного в одноимённом городе на южном берегу Финского залива в Петродворцовом районе города федерального значения Санкт-Петербурга. Был практически полностью разрушен во время Второй мировой войны, в 1952 году восстановлен.

## История создания

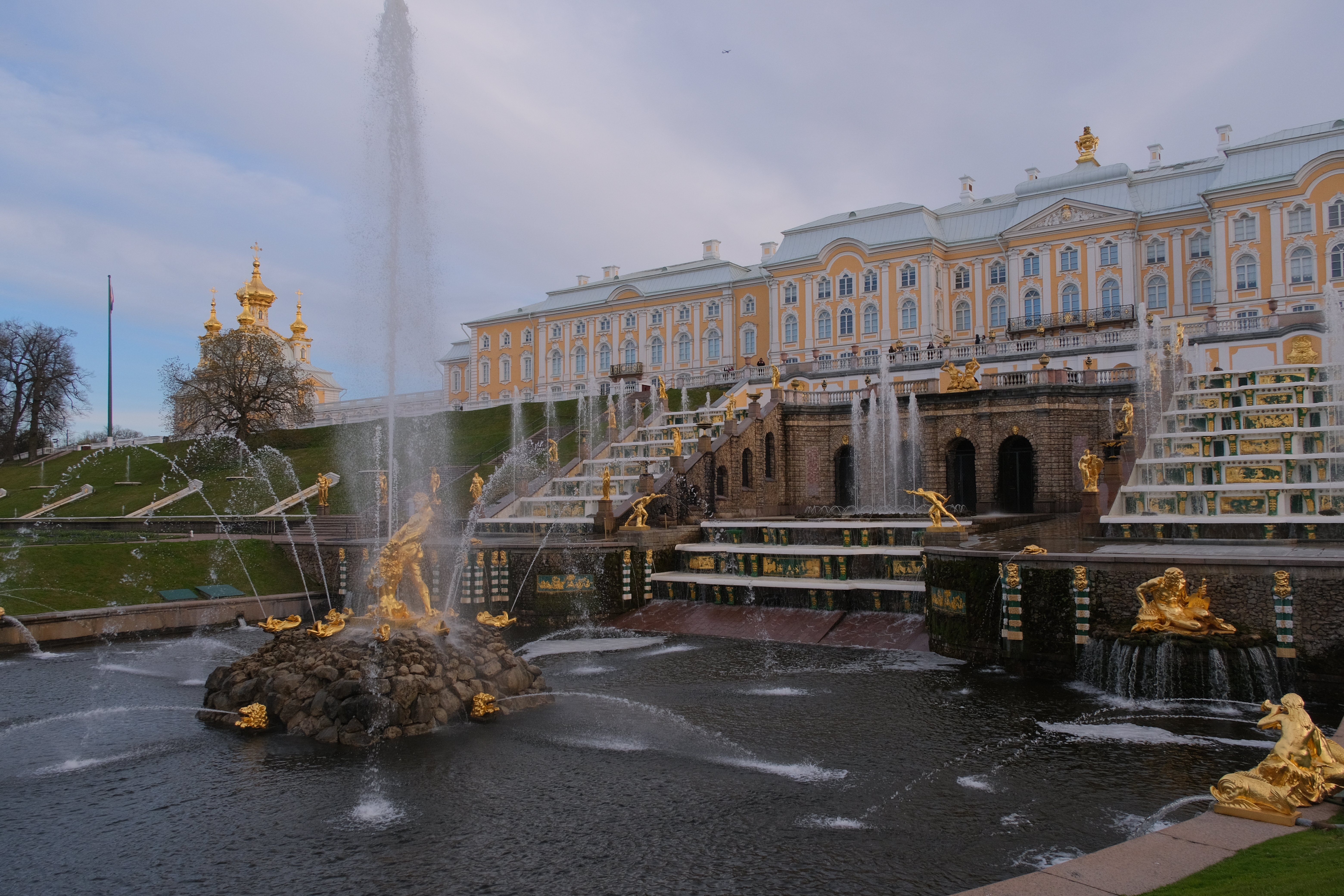
Большой каскад и Большой дворец

Первоначально довольно скромный царский дворец, сооруженный в стиле «петровского барокко» в 1714—1725 годах по проекту Ж. Б. Леблона (работы заканчивал И. Браунштейн), а затем Н. Микетти, был перестроен (1745—1752) Елизаветой по модели Версаля (арх. Ф. Б. Растрелли), — в так называемом стиле зрелого барокко.
Этапы постройки:
- Строительство «Верхних палат» (1714—1725)
- Завершение и дополнение декора, пристройка деревянных флигелей (1725—1740)
- Перестройка в Большой дворец (1740—1760)
- Ремонты и изменение интерьеров (1800—1917)
- Превращение дворца в музей, послевоенное восстановление (1917—)

«Верхние палаты» были двухэтажным зданием с двумя ризалитами и фронтоном над центральной частью. Летом 1714 года был вырыт котлован для фундаментов, летом 1716 года дворец и грот с каскадами поблизости были достроены, но осенью вода затопила подвалы через появившиеся трещины. Был сооружён подземный кирпичный акведук, продольные и поперечные стены укрепили железными связями. В 1717 году был реализован проект Леблона по переделке — с созданием на первом этаже сквозного мраморного вестибюля с колоннадой, с увеличением окон и дверей самого большого помещения дворца, Итальянского салона, с организацией трёх парадных входов вместо одного и балконом на консолях на всю ширину. В 1718 году фасады покрасили, над пилястрами установили капители, для тимпана южного фронтона был сделан Рустом и Э. Фоле деревянный барельеф.
В 1721 году в Палатах произошёл пожар, восстановлением после него занялся Н. Микетти, одновременно с восстановлением он начал перестройку, в рамках которой было построено два симметричных флигеля с галереями между ними и основным зданием. С 1740 года планировалась новая перестройка по проекту Б. Ф. Растрелли, которая началась в 1746 году со слома галерей Микетти.

## Внешний вид
Длина обращённого к морю фасада — 268 м.
Взаимосвязанные объёмы дворца ритмически нарастают к центру. Средняя часть дворца, самая крупная, имеет три этажа, она связана с двухэтажными симметричными Церковным флигелем и флигелем «Под гербом» неширокими аркадами. С южной стороны здание п-образное, с двумя трёхэтажными корпусами по бокам. У дворца высокая фигурная кровля, украшенная сложной по форме золочёной вазой. В отделке фасадов использованы раскреповки, русты, картуши над оконными проёмами, во фронтонах расположены барельефы, балконы украшены узорными решётками.

## Залы дворца
Вид на фасад Большого дворца из Верхнего или Нижнего парков впечатляет, но сам по себе дворец довольно узкий и не настолько большой, как выглядит. Насчитывает примерно 30 залов, в том числе богато украшенные парадные залы, отштукатуренные под мрамор, с расписанными потолками, инкрустированным паркетом и позолоченными стенами.

### Парадная лестница

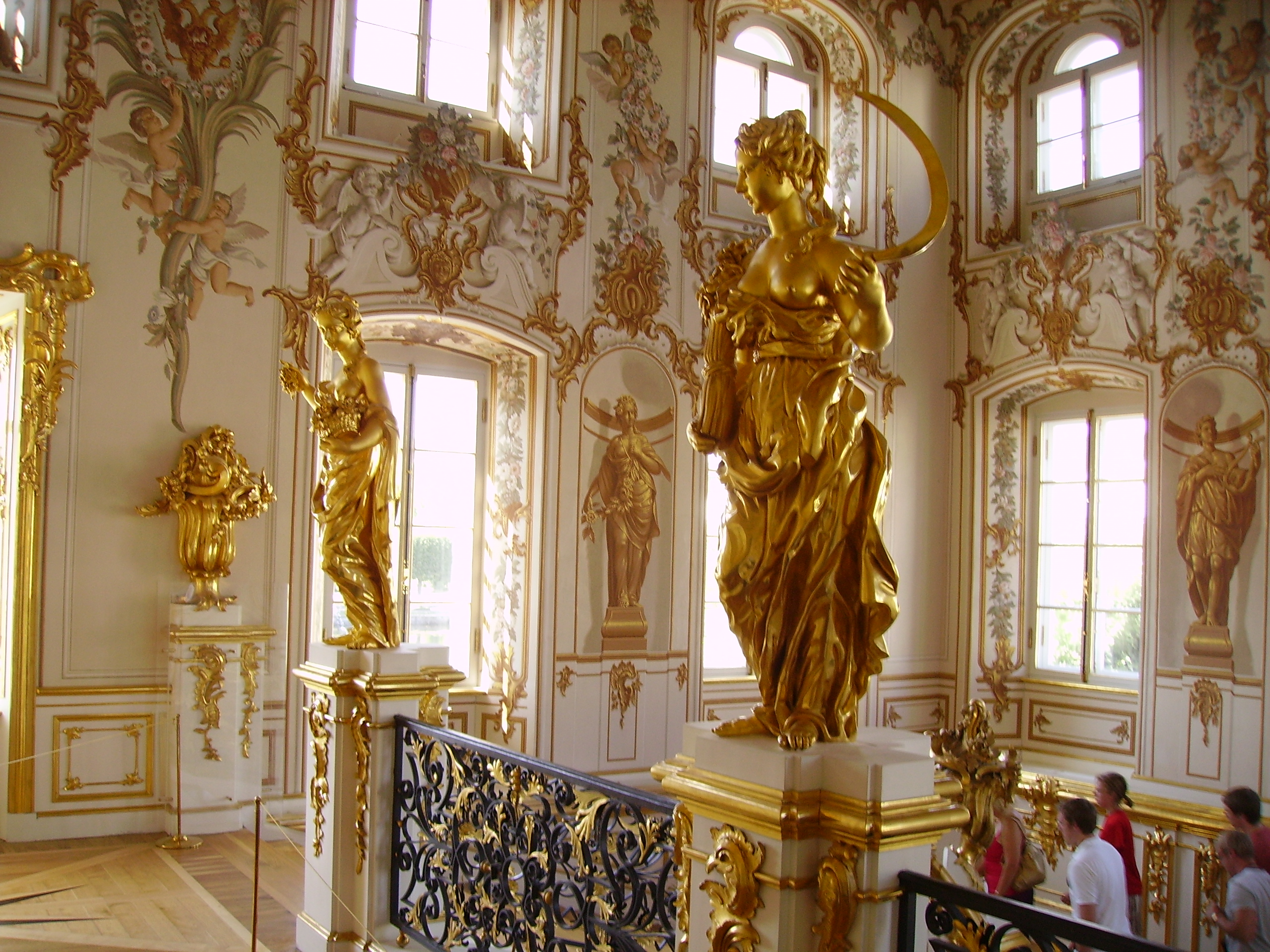
Парадная лестница. Аллегории Лета и Весны

Парадный вход размещён в западном флигеле дворца. Такое решение позволяло Растрелли развернуть анфиладу парадных залов, нанизанных на ось вдоль фасада (этот принцип наиболее полно реализован архитектором в следующем по времени создания большом дворце — Екатерининском). Квадратный в плане зал с двухсветной лестницей — один из самых эффектных интерьеров дворца, отличающийся парадной и роскошной отделкой. В нём Растрелли достиг максимального синтеза искусств, применив едва ли не все возможные средства декорирования: масляная живопись плафона, темперная роспись стен, лепнина, резьба по дереву, кованый металл. В интерьере лестницы многообразно представлены различные скульптурные формы: барельефы, картуши, статуи, рокайли, вазы.
Но основным элементом декора, традиционным для растреллиевских интерьеров, является золочёная резьба по дереву. Выполнение работ относится к 1751 году; бригаду русских мастеров возглавлял Иосиф Шталмеер. Нижнюю часть лестницы украшают резные кариатиды, воссозданные в послевоенные годы по моделям скульпторов Г. Михайловой и Э. Масленникова. Самые заметные скульптуры верхней части — аллегорические изображения времён года, украшающие верхнюю площадку лестницы. Весна, Лето (на перилах), Осень и Зима (помещены в нишах напротив первых) представлены в образе юных девушек. Повторения скульптур «Весна», «Лето» и «Осень» также выполнили Г. Михайлова и Э. Масленников. Скульптура «Зима» в годы Великой Отечественной войны была эвакуирована и сохранилась. Дверной портал, ведущий в Танцевальный зал, решён в формах триумфальной арки. Украшением монументального десюдепорта служат две резные фигуры «Верность» и «Справедливость». Портал воссоздан по моделям С. Лебедевой.
Стены богато расписаны темперой; в орнаментах сплетаются цветочные гирлянды и другие растительные мотивы, двуглавые орлы, вензеля Елизаветы Петровны. Рисованные фигуры Аполлона, Дианы и Флоры вписаны в иллюзорные ниши; обманный эффект подчёркивает воздушность и лёгкость интерьера (работы выполнены Антонио Перезинотти с помощниками). Этому же служат и восемь больших двухъярусных окон, пропускающие на лестницу изобилие света. В верхних ярусах располагаются характерные для барокко зеркальные окна-обманки, призванные усилить за счёт световых эффектов ощущение простора.
Потолок Парадной лестницы украшен плафоном «Аллегория Весны» работы Бартоломео Тарсия (1751 год). Живописная работа со времени создания воспринималась как прославление Елизаветы Петровны и её царствования, отмеченное расцветом искусств, наук и ремёсел. Так же трактовалась общая символика интерьера: он раскрывается аллегорией благоденствия Российского государства и его процветания под эгидой искусств. Плафон воссоздан Л. Любимовым, В. Никифоровым, В. Корбаном. Эти же реставраторы воссоздали падугу и живописное оформление стен Парадной лестницы. Мажорный и торжественный настрой парадной лестницы получил продолжение в Танцевальном зале.

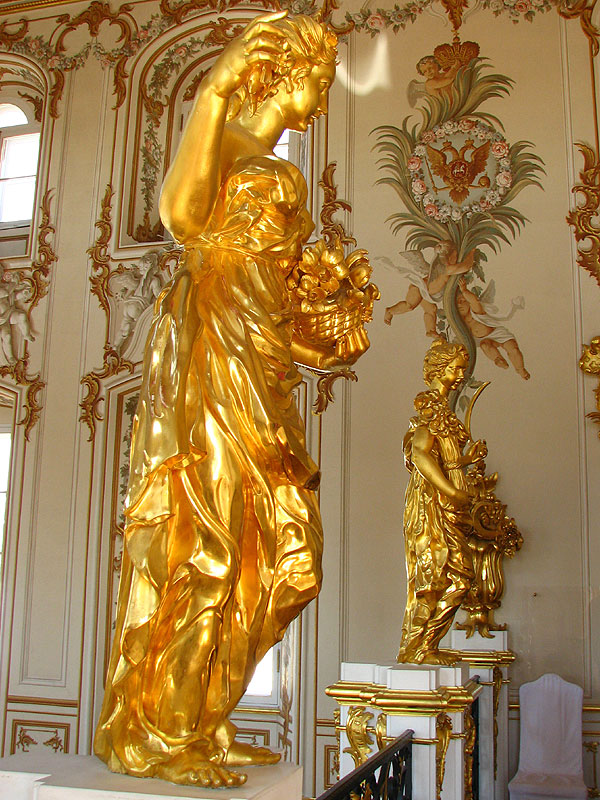
Аллегория Весны
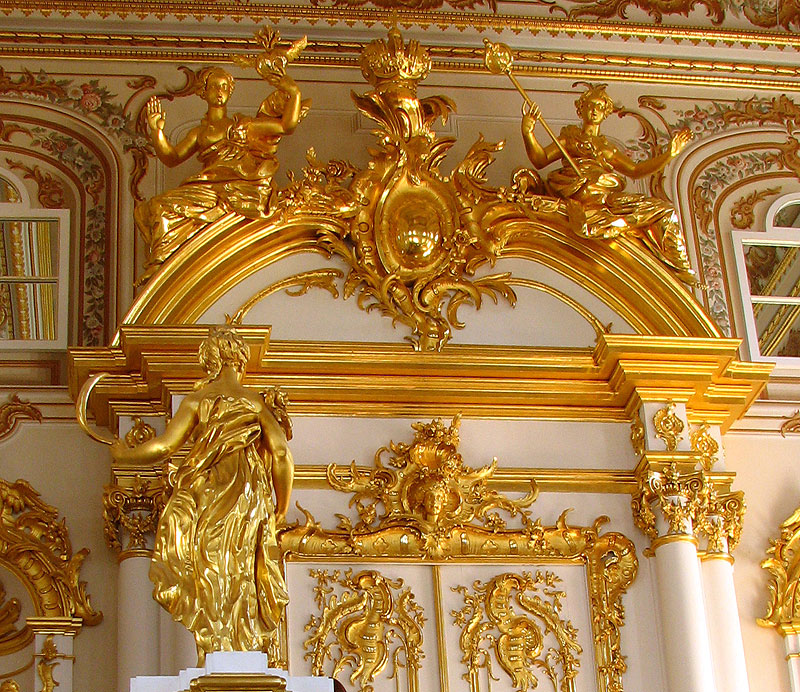
Десюдепорт с фигурами «Верность» и «Справедливость»

### Танцевальный зал

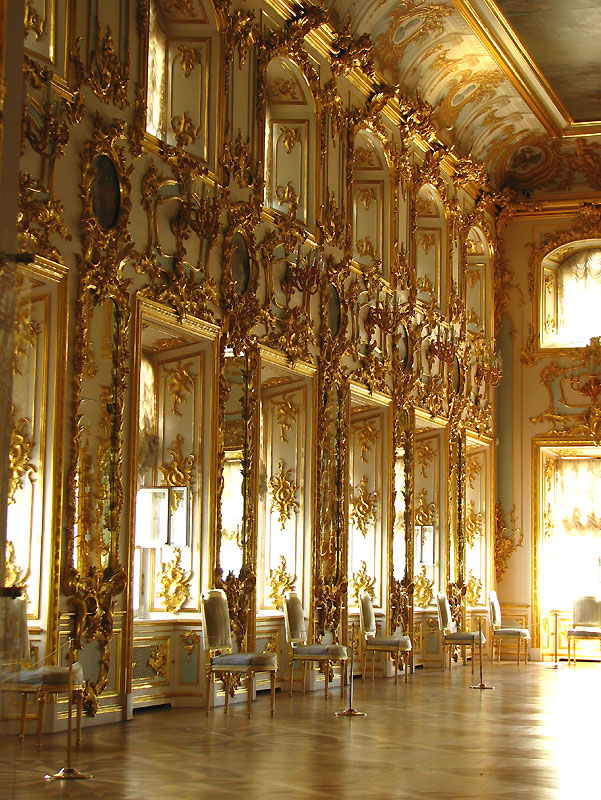
Танцевальный зал

Танцевальный (или Купеческий) зал площадью около 270 м² занимает всё западное крыло дворца. По декоративному убранству —самый пышный интерьер дворца, разработан в особом праздничном ключе. Он создавался в 1751—1752 годах и полностью сохранил изначальный замысел Растрелли. Особенность Танцевального зала — фальшивые зеркальные окна-обманки, занимающие основное пространство глухих западной и северной стен. На противоположных им стенах — окна настоящие, большие, в два яруса. Простенки между окнами, как настоящими, так и фальшивыми, занимают огромные зеркала. Изобилие зеркал создаёт эффект многократно умноженного пространства.
В отделке господствует золочёная резьба по дереву. В простенках между окнами, над зеркалами, расположены тондо на темы «Энеиды» Вергилия и «Метаморфоз» Овидия (работы Джузеппе Валериани; в настоящее время подлинных четыре; остальные двенадцать — копии, воссозданные взамен утраченных во время Великой Отечественной войны). Падуги, создающие плавный переход от стен к потолку, украшены живописными медальонами и лепными кронштейнами. Плафон «Аполлон на Парнасе» (Бартоломео Тарсия, 1751 год), созданный специально для зала, занимает весь свод. Орнаментальный узор наборного паркета из клёна, ореха, светлого и тёмного дуба дополняет интерьер.

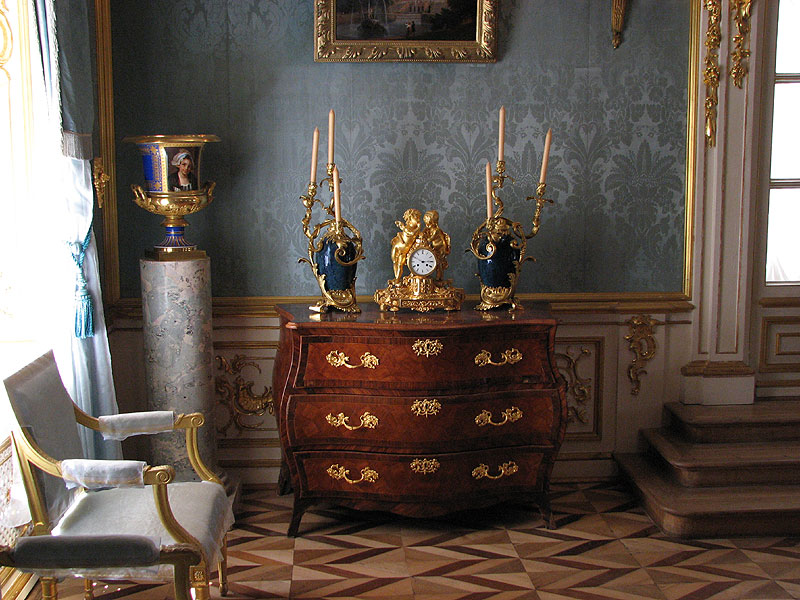
Фрагмент интерьера Голубой приёмной

### Голубая приёмная
Небольшая комната, связанная с Танцевальным и Чесменским залами; также имеет выход через стеклянные двери в галерею, соединяющую основную часть дворца с Гербовым корпусом. Своё название получила по отделке стен: они затянуты голубым шёлковым штофом. Вспомогательное помещение служило своего рода канцелярской; здесь постоянно располагались секретари, а также камер-фурьеры, которые записывали в специальные журналы дворцовую летопись (в них фиксировались прибытие или отъезд важных персон, курьеров, а также привоз предметов обстановки и т. п.). Интерьер создан Растрелли и в дальнейшем не подвергался изменениям. Изразцовая печь, спроектированная Растрелли, воссоздана под руководством Ю. М. Новикова в 1979—1984 гг. В нынешней экспозиции музея в Голубой приёмной представлены предметы мебели середины XIX века в стиле «второго барокко», изделия из бронзы и вазы Императорского фарфорового завода в стиле ампир. Стены украшают живописные работы; одна из них кисти И. К. Айвазовского с Петергофским пейзажем («Вид Большого дворца и Большого каскада»). Приёмная выделяется множественностью перспектив, характерной для замыкающей комнаты барочной планировки: из окон видны Верхний сад и Нижний парк, сквозь стеклянные двери — галерея в «Корпус под гербом».

### Чесменский зал
Мемориальный зал Большого Петергофского дворца; самый известный из всех залов сооружения. Своё название носит в память о Чесменском сражении 25—26 июня (6—7 июля по новому стилю) 1770 года в Эгейском море, в ходе которого российский флот одержал решающую победу в ходе русско-турецкой войны 1768—1774 годов. Екатерина II, получив известие об уничтожении турецкого флота в Чесменском сражении, задумала увековечить славное событие в серии картин. В том же 1770 году немецкий художник Якоб Филипп Хаккерт, имевший репутацию мастерского пейзажиста, получил заказ на создание цикла. Флот находился ещё в «архипелагском походе» (завершился в 1774 году), когда началась работа над картинами. Гаккерт в то время жил и работал в Италии; для того, чтобы художник мог достоверно изобразить взрыв и пожар на корабле, на рейде Ливорно в 1771 году командованием российского флота в присутствии многотысячной толпы зевак был взорван и потоплен старый 60-пушечный фрегат «Св. Варвара». Эпизод нужен был для работы над некоторыми полотнами, в том числе — над самой известной картиной серии «Сожжение турецкого флота в ночь на 26 июня 1770 года». Непосредственно Чесменскому сражению посвящены 6 из 12 картин серии. Другие полотна отражают последующие сражения с остатками турецкого флота и различные этапы многолетнего похода русской эскадры под командованием Г. А. Спиридова и А. Г. Орлова. Картины создавались на основе документальных описаний и схем непосредственных участников боевых действий.
В 1773 году художник завершил работу над полотнами; место для них было определено заранее, им стал Аванзал Петергофского дворца. Руководил перестройкой зала Ю. М. Фельтен. От первоначального растреллиевского интерьера был оставлен только паркет, зеркала в простенках и плафон работы Л. Вернера «Церера, вручающая колосья Триптолему». Фельтен, создавая интерьер в классицистическом ключе, использовал минимальное декоративное оформление: только сочетание белого и светло-жёлтого цвета стен, лепные орнаменты строгого рисунка на падуге потолка и разместившиеся в десюдепортах барельефы. Один из них, «Турецкие трофеи», напрямую связан с темой Чесменского сражения; другие развивают морскую и героическую тематику. В 1779 году крупные полотна (размер каждого около 3,2 х 2,2 м) заняли своё нынешнее место. Предназначение зала, несмотря на радикальную переделку, при этом не изменилось; как и прежде, здесь собирались придворные, высшие сановники империи, иностранные посланники перед началом дворцового церемониала.
Во время Великой Отечественной войны интерьер был полностью уничтожен. Картины эвакуировали, но плафон в спешке демонтировать не удалось, и он сгорел. При реставрации ему подыскали замену, работу Августина Тервестена «Жертвоприношение Ифигении» (1690 год). Тематически он даже более прежнего вписывается в интерьер Чесменского зала, так как создан на сюжет из истории Троянской войны, развернувшейся на берегах Эгейского моря.
Появление мемориального зала именно в Петергофе не случайно: Пётр I обустраивал морскую императорскую резиденцию как памятник победам России в Северной войне; тема прославления русского оружия получила своё развитие в Чесменском зале. Он не стал единственным памятником славной победы: на том месте, где Екатерина получила известие о сожжении турецкого флота, воздвигнута Чесменская церковь, был построен Чесменский дворец, в парке Царского Села соорудили Чесменскую колонну, в Гатчине — Чесменский обелиск; также в гатчинском дворце впоследствии была обустроена Чесменская галерея. К теме памятного сражения позднее обращался Айвазовский; прообразом его картины «Чесменский бой» послужили работы Я. Ф. Гаккерта.
Восстановлен в 1969 году.

### Тронный зал

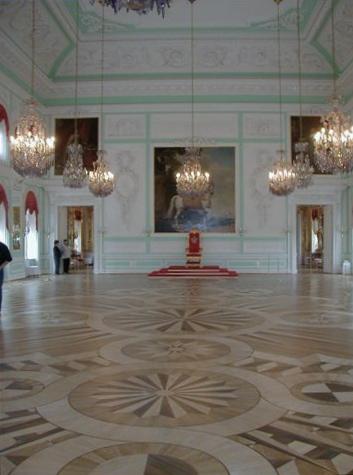
Тронный зал

Самый большой (330 м².) и наиболее торжественный зал дворца. Первоначально зал именовался Большим и не имел чётко выраженного предназначения. Интерьер создан Ю. М. Фельтеном в 1777—1778 годах. От предыдущего барочного интерьера, разработанного Растрелли, остался только паркет. Интерьер, трактованный в стиле классицизма, но в барочном объёме, отличается сдержанной колористикой с доминированием белого цвета и монументальным лепным декором: крупные лепные орнаменты из акантовых листьев на падугах, из листьев дуба и лавра (символов стойкости и славы), акцентирующее потолочное перекрытие; венки и гирлянды выполнены в подчёркнутом объёме, выступая от плоскостей на значительные расстояния, а иногда и отрываясь от них.
Основной элемент декорирования зала — живопись, ей отведены наиболее значимые места в интерьере. Западную торцовую стену почти сплошь занимают четыре полотна работы Р. Петона, изображающие эпизоды Чесменского сражения, тем самым образуя сюжетную связку с предыдущим залом. Английский живописец Ричард Петон, узнав о сражении, сам предложил российскому посланнику в Лондоне А. С. Мусину-Пушкину написать несколько картин на эту тему. Его желание было воспринято благосклонно, и в 1772 году четыре картины прибыли в Петербург. Сначала они располагались в Зимнем дворце; затем при создании Тронного зала были перевезены в Петергоф. Ричард Петон, в отличие от Якоба Хаккерта, не имел точных сведений о дислокации кораблей, поэтому картины лишь приблизительно трактуют события сражения. Тем не менее они были исполнены на высоком профессиональном уровне и обладают несомненными художественными достоинствами. Рядом, над дверными порталами, в лепном обрамлении размещены парадные портреты Петра I и Екатерины I, на противоположной стене симметрично им расположены портреты Анны Иоанновны и Елизаветы Петровны (все созданы Генрихом Бухгольцем); в простенки между окнами второго яруса помещены 12 портретов родственников Петра I.
Центральное место восточной стены занимает конный портрет Екатерины II, самое крупное живописное полотно зала. Картина, которая называется «Шествие на Петергоф», создана в 1762 году В. Эриксеном. Екатерина изображена в мундире полковника Преображенского полка верхом на любимом коне Бриллианте. На полотне зафиксирован исторический момент дворцового переворота 28 июня 1762 года, когда Екатерина, которую только что провозгласили императрицей, возглавляет поход гвардии из столицы в Петергоф для окончательного отстранения от власти своего супруга Петра III. Современники отмечали, что это самый похожий портрет императрицы. У этой картины богатая событиями история. После смерти Екатерины вместо работы В. Эриксена зал украсил гобелен «Пётр I спасает рыбаков в Ладожском озере» (зал при этом получил название Петровского); картина же переместилась в петергофский Английский дворец. В 1917 году вместе с другими ценностями Английского дворца она была эвакуирована в Москву; какое-то время находилась в Оружейной палате, затем — в Третьяковской галерее. Лишь в 1969 году при восстановлении зала портрет вернулся на своё историческое место.
С живописными полотнами перекликаются гипсовые барельефы, дополняющие интерьер. По сторонам от «Шествия на Петергоф» расположены аллегорические медальоны И. П. Прокофьева «Истина и Добродетель» и «Правосудие и Безопасность» (оба созданы в 70-е годы XVIII века); прямо над ними — барельефы на исторические сюжеты «Возвращение князя Святослава с Дуная после победы над печенегами» (1769 год; автор А. М. Иванов) и «Крещение княгини Ольги в Константинополе под именем Елены» (1773 год; работы М. И. Козловского, впоследствии создавшего скульптуру фонтана «Самсон, раздирающий пасть льва»). Указанные барельефы воссозданы в послевоенные годы Г. Михайловой и Э. Масленниковым.
Возле конного портрета Екатерины установлено тронное кресло русской работы первой четверти XVIII века. По преданию, трон изготовлялся по заказу А. Д. Меншикова для своего дворца в Петербурге (см. Меншиковский дворец) для приёма частого гостя, Петра I. Дубовый трон вызолочен, обит красным бархатом, на спинке — вышитый двуглавый орёл. Подножная скамейка — аутентичный предмет из обстановки Петергофского дворца; изготовлена в середине XVIII века.
Важное место в оформлении зала играют люстры с подвесками аметистового цвета в форме дубовых листьев. Фельтен, работая над интерьером зала, решил не заказывать новые, а использовать светильники, уже имевшиеся на складах дворцового ведомства. 12 люстр, барочные по стилистике, кажутся на первый взгляд одинаковыми. Но в зале их четыре вида, различных по размерам и форме. Люстры были изготовлены на Петербургском казённом стекольном заводе. Похожие люстры расположены также в Чесменском зале дворца и в Белой столовой.
Весь живописный декор зала, дополненный барельефами, имеет ярко выраженный политический мотив. Тронный зал создавался и оформлялся с целью наглядно продемонстрировать право Екатерины II на царствование, её духовную преемственность как продолжательницы дела Петра I. В зале также выражена тема прославления деяний Екатерины-государыни, как напрямую (картины Р. Петона), так и аллегорически. Важное место в оформлении также занимает тема недавно завершившейся русско-турецкой войны: помимо работ Р. Петона, к ней через исторические параллели отсылают барельефы А. М. Иванова и М. И. Козловского.
Зал использовался для проведения официальных церемоний и мероприятий; но также, в особых случаях, здесь проводились балы и торжественные обеды.
В годы Великой Отечественной войны почти вся отделка Тронного зала погибла, после освобождения Петергофа (и в первые послевоенные годы) в северной стене зала был большой пролом.
Восстановлен зал в 1969 году

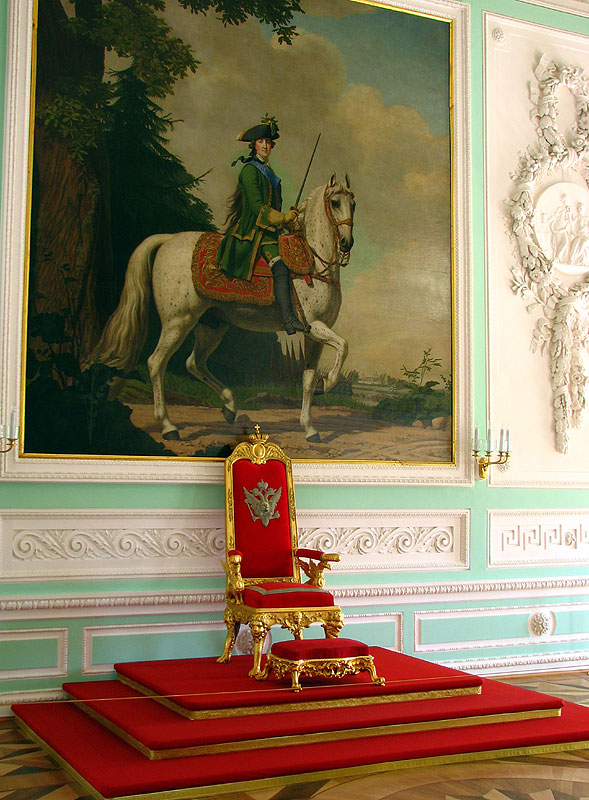
Тронное кресло и картина «Шествие на Петергоф»
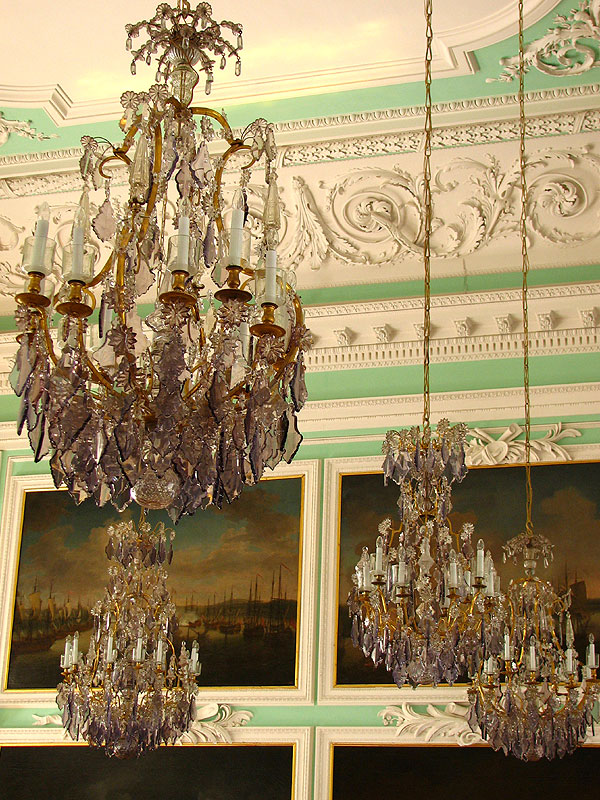
Люстры Тронного зала

### Аудиенц-зал
Относительно небольшой зал в числе парадных помещений дворца, интерьер которого разработан Растрелли. Первоначальный план постройки дворца предполагал существование на месте зала двух небольших комнат, с световым двориком между ними, но этот план архитектора был отклонён. Ему пришлось в те же размеры попытаться вписать Аудиенц-зал. Сложность заключалась в том, что пространство для помещения оказалось зажатым Большим (Тронным) залом с одной стороны и Белой столовой — с другой; а большие двухсветные окна при этом должны были выходить на обе стороны от дворца. Получалось узкое и высокое, вытянутое поперёк дворца пространство помещения. Архитектор продемонстрировал незаурядное композиционное мастерство, успешно справившись с декорированием сложного пространства. Узкий зал Растрелли как бы распахнул ввысь, использовав характерный приём с устройством ложных зеркальных окон во втором ярусе продольных стен (по пять с каждой стороны). Падуга потолка в отличие от других растреллиевских интерьеров дворца создана подчёркнуто-объёмной, привлекающей внимание, с чётким золочёным декором, имитирующим трельяжную сетку. Другим средством выделения вертикального объёма зала стали пилястры по углам и на продольных стенах, завершающиеся выразительными резными капителями (архитектор в интерьерах дворца редко использовал ордер). Зеркала, традиционный барочный элемент оформления, в полной мере использован в нижнем ярусе зала. Огромное зеркало в центре над камином и напротив него, от них зеркала чуть поменьше справа и слева на продольных стенах, и ещё два в простенках окон — такое множество иллюзорных перспектив способствует зрительному расширению пространства. Основной элемент декора традиционен для Растрелли — это золочёная резьба по дереву. Орнаменты зеркальных рам отличаются особо сложным и прихотливым рисунком. Интересной деталью интерьера являются женские бюсты, венчающие орнамент вокруг окон; мотив повторён в виде женских головок над окнами-обманками второго яруса. Интересно, что со времён Растрелли зал ни разу не подвергался переделкам вплоть до 1941 года
Свод украшен единственным живописным произведением в Аудиенц-зале: плафоном, изображающим заключительный эпизод поэмы Торквато Тассо «Освобождённый Иерусалим». Плафон был написан в 1754 году П. Балларини специально для «Аудиенц-камеры» (итальянский художник работал в России недолго и ничего больше здесь не создал). Живописная работа отличается от остальных плафонов дворца необычным выбором темы: вместо условных аллегорий избрана любовно-героическая поэма. В 1941 году при пожаре дворца плафон погиб; сейчас на его месте воссозданная Л. Любимовым и В. Никифоровым при участии А. Солдаткова в 1979 году копия.
Зал использовался для малых государственных приёмов. В середине XIX века, когда стало практикой накрывать столы во всех парадных залах дворца для торжественных обедов, здесь отводилось место статс-дамам; зал получил своё второе название — Статс-дамская.

### Белая столовая

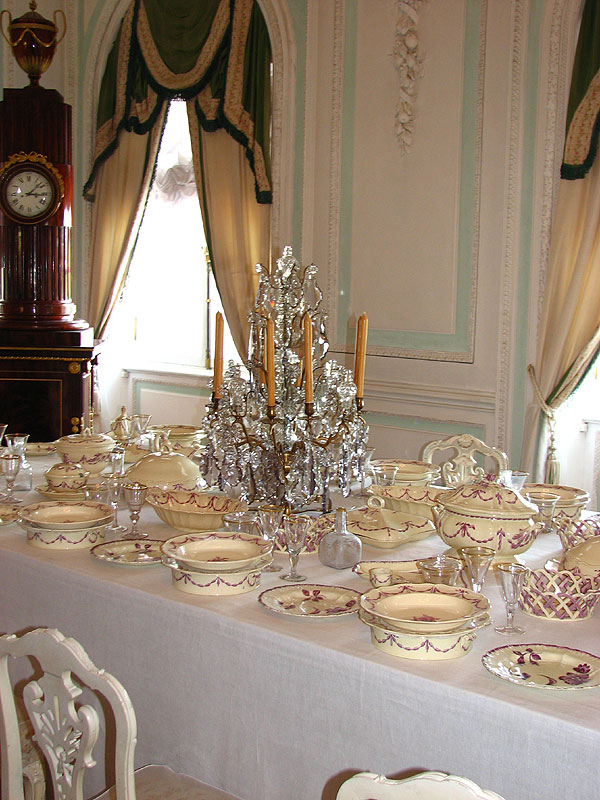
«Веджвудский сервиз»

Первоначальный декор Столовой, выполненный в традиционной для Растрелли манере, просуществовал недолго. В 1774—1775 годах Фельтен существенно переделал зал, и по характеру переделки он получил своё нынешнее название. Белая столовая составляет выразительный контраст предыдущему интерьеру: после изобилия блеска позолоты и игры зеркал — почти полная монохромность и матовая текстура. Интерьер решён в строгих канонах классицизма, и на контрасте двух соседних залов легко прослеживаются отличия двух стилистических подходов. В зале нет падуги, потолок подчёркнут монументальным карнизом, который, однако, не соприкасается с плоскостью потолка; резные золочёные панно из дерева уступили место гипсовой лепнине; десюдепорты потеряли лёгкость и усилены сандриками. Горизонтальные тяги, карниз, сандрики создают композиционно замкнутый интерьер. В отличие от барочного стремления раскрыть пространство перспективами из окон или через зеркальные эффекты классицистический подход характеризуется стремлением к пространству уравновешенному, самодостаточному, гармонично организованному и внутренне завершённому, что в полной мере реализовалось в интерьере Фельтена.
Белая столовая также выделяется среди остальных залов дворца отсутствием живописи. Функцию главного декоративного оформления несут на себе настенные барельефы, в других интерьерах выполнявшие лишь вспомогательную роль. Все лепные панно выполнялись русскими скульпторами. Сюжеты барельефов — аллегории изобилия (амуры, поддерживающие корзины с плодами и цветами), композиции из охотничьих трофеев, в верхнем ярусе — композиции из музыкальных инструментов. В простенках верхнего яруса также размещены медальоны работы Ф. Г. Гордеева на мифологический сюжет о Дионисе и Ариадне. Барельефы воссозданы в послевоенные годы по моделям Л. Швецкой, Г. Михайловой, Э. Масленникова.
В современной экспозиции зала выставлен «Веджвудский сервиз» (или Husk-сервиз). Посуда, выполненная из фаянса необычного кремового оттенка с тонким цветочным рисунком лилово-сиреневого цвета, выполнена на заводе «Этрурия» в Стаффордшире Дж. Веджвудом. Это одна из ранних работ английского керамиста, ставшего впоследствии всемирно известным. Екатерина II заказала сервиз в 1768 году; в 1779 он был получен полностью и включал в себя около 1500 предметов. Не все выставленные предметы изготовлены на заводе Веджвуда; со временем посуда билась и частично восполнялась за счёт копий, создававшихся на российских мануфактурах. Сейчас в зале демонстрируется комплект на 30 кувертов из 196 предметов. Придворные обеды или ужины в XVIII—XIX веках носили церемониальный характер и продолжались по нескольку часов; меню включало в себя несколько перемен; чтобы за разговорами блюда не остывали, тарелки ставились на «водяницы», заполненные кипятком. Торжественные обеды и ужины обслуживались штатом до 500 человек, включая поваров, лакеев, кофешенков и т. д.
В Белой столовой имеются изящные круглые печи из белых поливных изразцов русского производства. Первоначально они были выполнены по эскизам Фельтена. Разбитые в годы войны, печи были восстановлены в послевоенные годы Ю. М. Новиковым, В. Жигуновым, А. Поваровым, В. Павлушиным.
Белая столовая замыкает анфиладу больших парадных залов дворца. Её местоположение в планировке проводит границу между официальными залами и приватными дворцовыми покоями.
К Белой столовой примыкают две небольшие комнаты — Буфетные (название закрепилось с середины XIX века; до этого одна из них именовалась Подогревальней). Подсобные помещения использовались для подготовки блюд к подаче на стол и хранения посуды; были меблированы дубовыми столами и посудными шкафами. Сейчас в одной из Буфетных выставлены живописные произведения из коллекции музея работы А. Сандерса, выполненные в 1748 году.

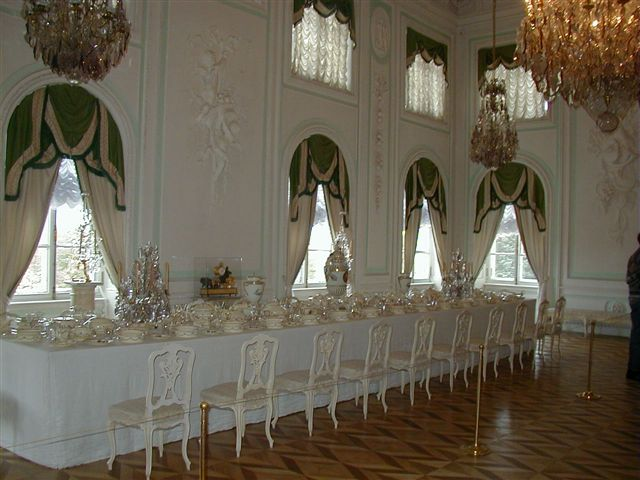
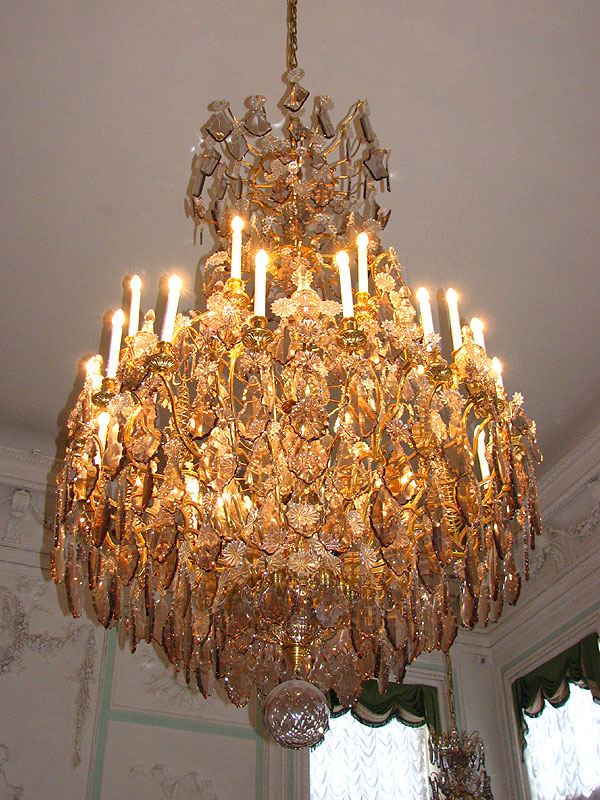
Люстра в Белой столовой
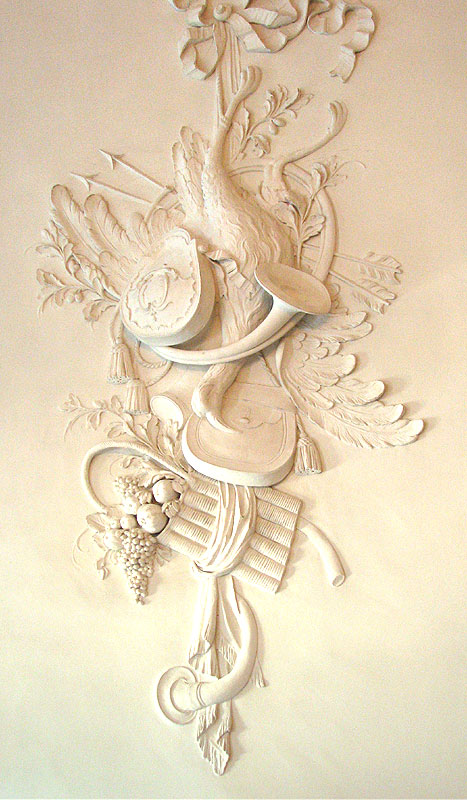
Панно «Охотничьи трофеи»

### Китайские кабинеты
Самыми экзотическими по декору помещениями дворца без сомнения являются Западный и Восточный Китайские кабинеты. Они расположены симметрично относительно центральной оси дворца, обрамляя собой Картинный зал. Это та часть дворца, которая существовала изначально; со временем она перестраивалась и изменяла своё функциональное предназначение. В Восточном кабинете ранее, при Петре I, существовала столовая. Идея обустроить Китайские кабинеты принадлежит Екатерине II и была реализована в 1766—1769 годах , и в дальнейшем кабинеты существенно не изменялись. Интерьер разрабатывал архитектор Ж. Б. Валлен-Деламот.
За основу декоративного убранства были взяты китайские лаковые ширмы, китайские лаковые миниатюры, привезённые в Россию ещё при Петре I. Толщина створок ширм позволяла распилить их вдоль, чтобы использовать для оформления обе стороны створки. В каждом кабинете архитектор разместил по пять декоративных панно (в настоящее время только два — подлинные; остальные восемь — воссозданные взамен утраченных во время войны). Роспись, выполненная по чёрному фону, характерна для китайского изобразительного искусства конца XVII — начала XVIII века. Среди сюжетов — традиционные сельские сцены и островные пейзажи. Три панно выделяются тематической оригинальностью: на них изображены этапы производства шёлка, выступление военных в поход и сбор урожая риса. Однако площади китайских панелей было недостаточно, чтобы создать гармоничный интерьер, и тогда Валлен-Деламот решил использовать надставки-обрамления, которые по его эскизам рисовали русские мастера лаковой миниатюры. Тонкая стилизация была исполнена безупречно. Сюжетами послужили пейзажные мотивы, изображения животных, цветов, птиц; рисунки на вставках не повторяются. Размер самого крупного составного панно — 4,5×2,3 м.
В качестве фона для лаковых панно были выбран шёлковый штоф; золотистых тонов — для Западного кабинета и малиново-красных — для Восточного. Двери были также оформлены лаковой живописью в китайском стиле. Дверные проёмы архитектор задумал необычной пятиугольной формы; десюдепорты Западного кабинета украшены стилизованным солнечным диском в вершине пятиугольника и динамичными золочёными фигурами драконов по бокам, которые протягивают свои лапы к солнцу.
Орнаментальные плафоны, расписанные в лаковой технике по шлифованной штукатурке, напоминают подглазурную роспись по фарфору (необычно крупные изразцы печей в кабинетах как раз выполнены в технике подглазурной росписи). Потолок украшен фонарями в китайском стиле из расписного стекла. Они появились здесь в 1840-х годах, это было последнее внесённое дополнение в интерьеры. Паркет кабинетов — с самым затейливым и сложным рисунком среди дворцовых залов, он выполнен в технике маркетри из древесины ценных пород: амаранта, палисандра, эбенового дерева, ореха, сандала, чинары.
В Китайских кабинетах имеются печи замысловатой формы из полихромных изразцов. Печь Западного Китайского кабинета украшена четырьмя фигурами людей в восточных нарядах.
В комнатах, в соответствии с изысканной стилизацией, подобрано мебельное и художественное убранство. Часть мебели — подлинно китайские предметы, лаковые миниатюры, подаренные Екатерине II (стол, расписанный красным лаком и палисандровые кресла с инкрустацией перламутром в Западном кабинете); другие — работы европейских мастеров в китайском духе. В Восточном кабинете представлены работы английских мебельщиков XVIII века с отделкой лаковой живописью: письменный стол и стулья, напольные часы; в Западном — уникальное бюро-цилиндр французской работы 1770-х годов. В то время в Европе, особенно во Франции, было хорошо налажено изготовление предметов мебели в стиле «шинуазри», простимулированное высоким интересом аристократии к дальневосточной экзотике и редкостью оригинальных изделий. Оставаясь конструктивно европейской, эта мебель за счёт росписей и декоративных деталей удачно имитировала китайскую.
Над богатыми по колористике интерьерами под началом Валлен-Деламота работали многие видные художники: Антонио Перезинотти, братья Алексей и Иван Бельские, А. Трофимов, И. Скородумов, «мастер лаковых дел» Фёдор Власов.
Современная экспозиция музея включает в себя также коллекцию фарфоровых изделий XVII—XIX веков, выполненных китайскими и японскими мастерами: посуду, вазы, подсвечники, статуэтки; кантонскую эмаль, лаковые расписные шкатулки и кабинеты.
Увлечение китайским искусством, характерное для XVIII века, помимо расписных шелков в Диванной имеет ещё одно отражение в Петергофе: во дворце Монплезир сохраняется «Лаковая камора» Петра I.
В годы Великой Отечественной войны Западный Китайский кабинет был почти полностью уничтожен: как и в соседнем Картинном зале обрушились межэтажные перекрытия, крыша и северная стена, смотревшая на Большой каскад (стена между Западным Китайским кабинетом
и Картинном залом чудом сохранилась). Стены и часть перекрытий Восточного Китайского кабинета уцелели, но его отделка также почти вся погибла.
Декоративное оформление Западного Китайского кабинета воссоздано в 1971—1972 годах.
Плафоны, двери, панели и декоративные панно Китайских кабинетов были воссозданы в технике лаковой живописи на основе серьёзных научных исследований бригадой художников под руководством Л. Любимова в составе Н. Бычкова, Ф. Васильева, Б. Лебедева и В. Андреева. Эта работа в 1971 году была удостоена Золотой медали Академии художеств СССР.

### Картинный зал

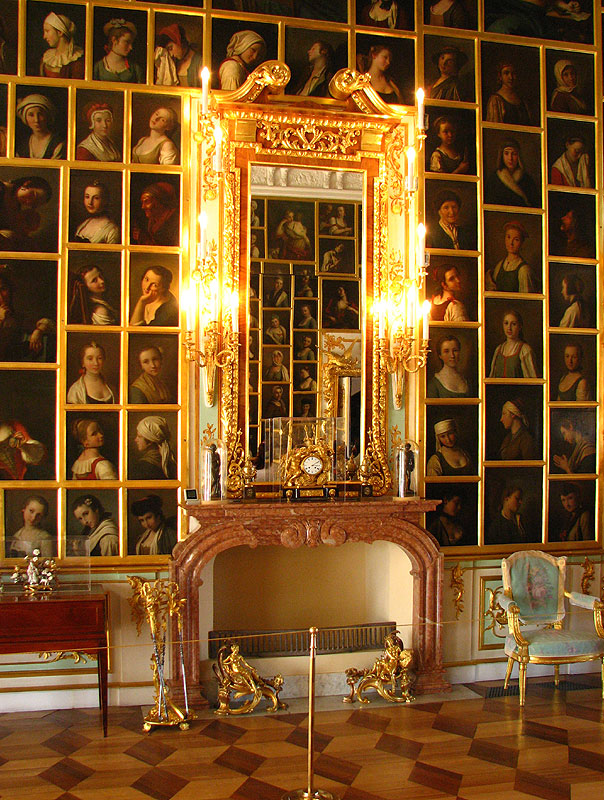
Картинный зал

Просторный двусветный зал, находящийся в обрамлении Китайских кабинетов, занимает центральное место в планировке дворцовых помещений; через него проходит композиционная ось не только самого дворца, но и Нижнего парка и Верхнего сада. Из больших окон-дверей нижнего яруса, выходящих на обе стороны, видна перспектива Морского канала, прорезающего Нижний парк и уходящего к Финскому заливу, и бассейны фонтанов Верхнего сада (окна-двери ведут на балконы, единственные во дворце).
Картинный зал — одно из старейших помещений Петергофского дворца, он создан ещё при строительстве «Нагорных палат» Петра I. В первоначальном варианте здания зал был самым крупным парадным помещением. Объёмы и пропорции зала за все последующие перестройки не изменялись; он даже сохранил элементы изначальной отделки по замыслу императора, который воплощали Ж.-Б. Леблон и Н. Микетти. К ним относятся лепной карниз, роспись падуг и плафон работы Бартоломео Тарсия на тему «История иероглифики», созданный в 1726 году. Сложное многофигурное полотно (более тридцати персонажей) прославляет героя (Петра I); над ним развевается штандарт с двуглавым орлом, вокруг него — античные боги Фемида, Афина, Церера, Меркурий; аллегории Вечности в виде крылатой женщины с кольцом, Истины, поражающей Невежество, Порока, убегающего от Света. Выполненная в монохромной манере темперная роспись на падугах, композиционно слитная с их формой, продолжает тематику плафона. Изображены атрибуты и эмблемы воинской славы, крупномасштабные фигуры символизируют время, истину, славу, могущество, патриотизм и морские победы. В окружённые знамёнами угловые медальоны вписаны профили Нептуна, Марса, Аполлона и Беллоны. На продольных падугах присутствуют также аллегории четырёх стихий.
Известно, что при Петре I интерьер украшали гобелены французской работы и 16 картин итальянских живописцев, за что зал именовался Итальянским салоном. В дальнейшем декор зала неоднократно переделывался. В 50-е годы XVIII века интерьер был изменён по проекту Растрелли: в зале появился паркет, заменивший мраморную плитку, зеркала в барочных рамах, а также изысканные десюдепорты. Их выразительная скульптурная композиция из женского бюста в окружении птиц с распростёртыми крыльями многократно повторяется в различных вариациях в дальнейших дворцовых покоях.
В 1764 году зал обрёл свой нынешний вид, когда по проекту Ж. Б. Валлен-Деламота была закончена шпалерная развеска картин, принадлежащих кисти П. Ротари. Приехавший в Россию в 1756 году граф Пьетро Ротари пользовался репутацией мастера идеализированного портрета, был назначен придворным художником и пользовался благосклонностью императрицы Елизаветы Петровны. Он оставил след в русской живописи: у него учились Ф. С. Рокотов и И. С. Аргунов. В 1762 году Ротари умер; Екатерина II распорядилась приобрести у вдовы итальянского художника все его полотна, оставшиеся в мастерской. Часть их Ротари привёз с собою из Германии и Италии, но большинство были созданы в России. Большой знаток костюма, Ротари любил рисовать идеализированные портреты молодых девушек или мужчин в национальных одеждах (польских, русских, турецких, венгерских, татарских и т. п.). Большинство работ художника, попавших в Петергоф, — как раз такие портреты. Ротари был плодовитым и модным художником: в Китайском дворце Ораниенбаума есть кабинет Ротари, в Архангельском, подмосковном имении Юсуповых, — салон Ротари; его работы представлены в коллекциях российских и зарубежных музеев. Но самое крупное собрание работ художника представлено в Картинном зале: 368 полотен занимают почти всю площадь стен. Шпалерная развеска часто применялась для украшения интерьеров; в Петергофе таким же образом отделан павильон «Эрмитаж», в Большом Екатерининском дворце тоже есть Картинный зал, где реализован тот же принцип размещения живописных работ. Однако не было случая, чтобы шпалеры были составлены из работ только одного художника; в этом плане интерьер не имеет аналогов. Зал, во времена Елизаветы Петровны недолго называвшийся Старым, стали именовать Кабинетом мод и граций или Галереей Ротари; со временем за ним закрепилось современное название.
В музейной экспозиции зала в качестве иллюстрации представлены некоторые предметы мебели, напоминающие о прежнем использовании зала. Складные ломберные столики XVIII века указывают на то, что здесь нередко устраивались карточные игры. В зале установлено фортепиано, изготовленное в Москве в 1794 году (мастер Иоганн Штюмпф); в XIX веке здесь проводились музыкальные вечера для узкого круга приближённых ко двору.
В годы Великой Отечественной войны центральная часть дворца, где находится Картинный зал, была взорвана, кроме крыши и межэтажных перекрытий обрушилась и северная стена, смотревшая на Морской канал и Финский залив. От всего зала остались лишь три стены.
Восстановлен зал одним из первых — в 1964 году. Его плафон и падуга воссозданы художниками бригады Я. Казакова.

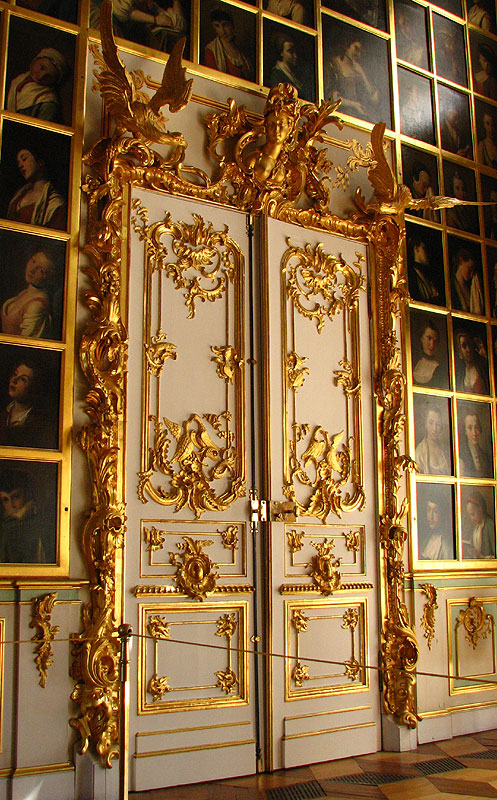
двери с десюдепортом
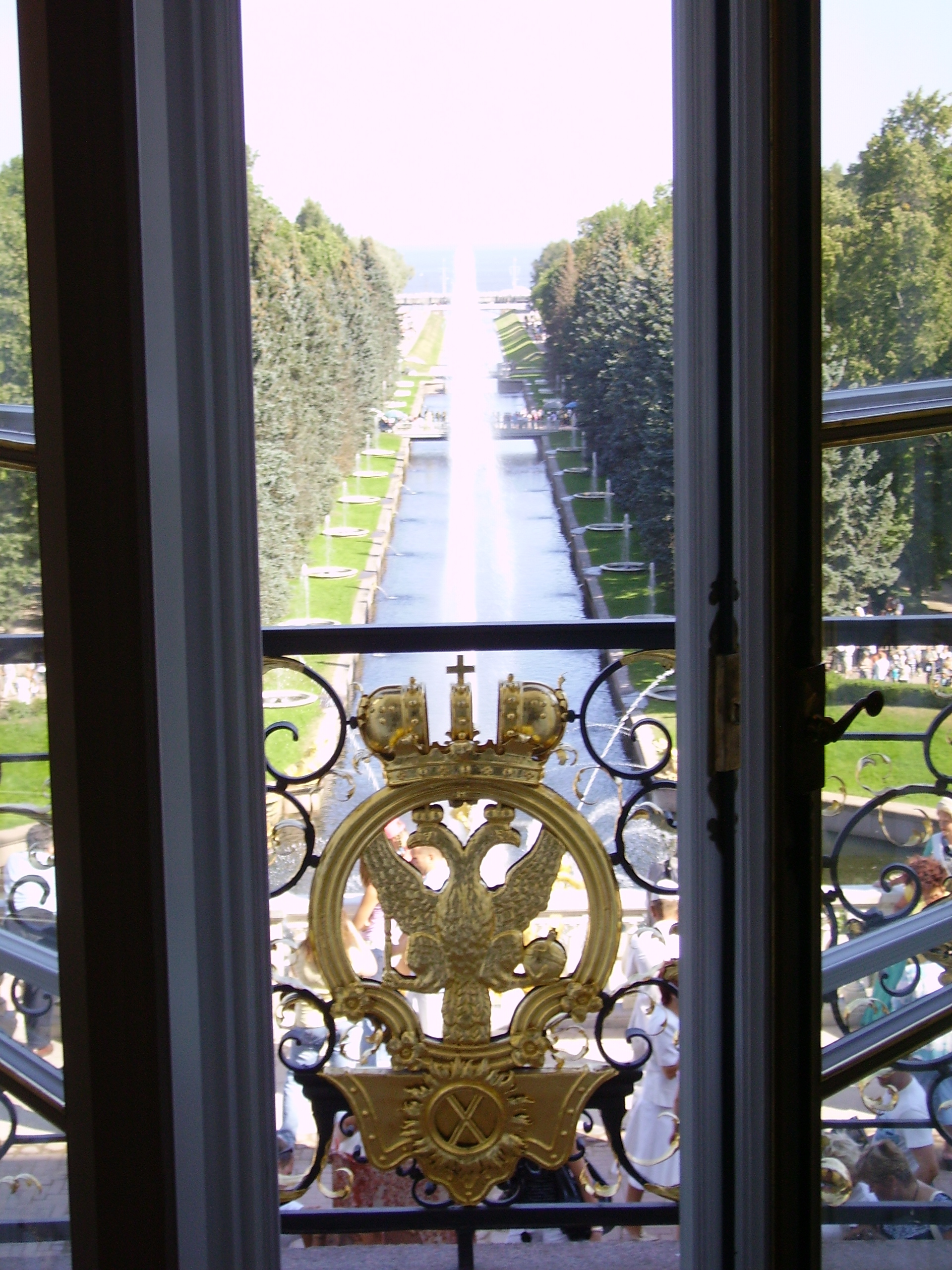
Перспектива Морского канала

### Куропаточная гостиная
Куропаточная гостиная, или Будуар, открывает анфиладу комнат женской половины дворца. Расположенная в непосредственной близости от спальни и Туалетной, она использовалась для утреннего времяпрепровождения императриц в ближайшем окружении. Комната расположена в старой, петровской части дворца. До перепланировки, предпринятой Франческо Растрелли, на месте гостиной были две маленькие комнаты, причём одна из них — без окон. Впоследствии растреллиевский интерьер был переработан Юрием Фельтеном, который, однако, не изменил его общий характер: были оставлены некоторые золочёные орнаменты на стенах и дверях, остался и альков, отделяющий размещённый в гостиной диван от остальной части комнаты. Фельтен создал новую нишу для дивана, плавно изогнув к алькову плоскости стен.
Своим названием комната обязана изысканной отделке стен. Шёлковая бледно-голубая ткань серебристого отлива с вытканными изображениями куропаток, вписанных в орнамент из цветов и колосьев пшеницы, создана по эскизам Филиппа де Лассаля (де ла Салля). Лионский художник во второй половине XVIII века пользовался большой известностью: он работал над эскизами обивочных шелков для резиденций всех европейских монархов. Рисунок с куропатками специально разрабатывался для Петергофского дворца; заказчицей дорогого шёлка была Екатерина II. Обветшавшую ткань в XIX веке дважды (в 1818 и 1897 годах) возобновляли на русских фабриках в точном соответствии с оригинальной. Сохранившийся кусок материи, вытканной в конце XIX столетия, был использован при воссоздании интерьера после войны для затяжки западной стены гостиной и в качестве образца для изготовления обивки для других стен. Воссоздали значительную часть шёлка московские мастера под руководством А. Фейгиной. Часть старой ткани размещена на западной стене.
Потолок гостиной украшает овальный плафон, аллегорически изображающий Утро, прогоняющее Ночь (неизвестного французского художника XVIII века). Ранее потолок был расписан темперой художниками братьями Алексеем и Иваном Бельскими, но роспись безвозвратно погибла во время войны.
В Куропаточной гостиной экспонируются четыре произведения Ж. Б. Грёза, в том числе «Девушка, сидящая у стола» (1760-е годы). Другим заметным экспонатом комнаты является арфа, изготовленная в Лондоне в конце XVIII века филиалом фирмы французского мастера музыкальных инструментов Себастиана Эрара.
Восстановлена гостиная в 1964 году. Была в числе первых воссозданных залов дворца.

### Диванная
Опочивальня императрицы. Диванная оформлена по проекту Фельтена в 1770 году. Применив золочённую резьбу по дереву, Фельтен использует геометрический плоский орнамент, розетки, провисающие гирлянды цветов. В 1779 году у западной стены был размещён «турецкий» диван «с приступом» (отсюда название комнаты), подаренный в 1774 году князем Г. А. Потёмкиным императрице Екатерине II. Стены обиты китайским шёлком XVIII века, реставрированным и дополненным А. Васильевой.
Восстановлена в 1964 году. На ковре стоит фарфоровая статуэтка любимой левретки императрицы Екатерины II Земиры. Фигура собачки выполнена на Императорском фарфоровом заводе в 1779 году по модели скульптура Ж.-Д. Рашетта.
Из предметов, издавна находящихся здесь, особый интерес представляют «Портрет Елизаветы Петровны в детстве», копия с работы Л. Каравака, фарфоровая яйцеобразной формы ваза, изготовленная перербургскими мастерами.

### Туалетная
Шёлк, украшающий стены этой комнаты, выткан в середине XIX века по рисунку П. Дверза, воспроизводящему ткань XVIII века. На стенах - парадные портреты. Золочёная резьба воссоздана под руководством А. Семёнова по моделям Н. Оде.

### Кабинет императрицы
Название комнаты вовсе не означало, что его хозяйка регулярно занималась здесь государственными делами. Зачастую сюда заглядывали лишь затем, чтобы в тесном кругу приближенных сыграть партию в карты. До Великой Отечественной войны Кабинет сохранял золоченую деревянную резьбу, шелковые драпировки, наборный паркет, появившиеся здесь в 50 — 60-х годах XVIII века.
Летом 1749 года в Петергоф доставили, а на следующий год установили в Кабинете императрицы «фарфоровый камин писан цветы и фрукты украшение по розовому грунту золотом». На щите камина размещалось огромное зеркало в фарфоровой раме. Из фарфора были выполнены также канделябры, каминный экран и стол. Эти замечательные изделия императорского фарфорового завода, как и все детали отделки, погибли в 1941 году. Особую прелесть придает Кабинету замечательный по рисунку шелк. Он появился здесь, вероятно, ещё в XVIII веке. В 1818 году его сменил малиновый штоф с цветами и птицами. Но вскоре стены Кабинета вновь украсил белый атлас с букетами и корзинами. В Кабинете воспроизведено убранство второй половины XVIII в., времени правления Екатерины II и увлечения идеями французских просветителей. В углах комнаты — бюсты Руссо и Вольтера. На стенах — парадные портреты царствующих особ. Екатерина представлена стоящей в парадном костюме. Правой рукой она указывает на письменный стол, где разбросаны книги и рукописи, что должно было свидетельствовать о постоянных заботах «просвещенного монарха». Портрет Елизаветы Петровны работы неизвестного русского художника середины XVIII века — прямая противоположность предыдущему. Елизавета удобно сидит в тронном кресле, беззаботно выражение её лица, на губах приветливая полуулыбка. Почти игриво держит она в правой руке скипетр. На западной стене портрет сына Екатерины II, Павла I, копия с работы художника Ж.-Л. Вуаля, и его супруги Марии Федоровны. Одним из излюбленных пейзажистов второй половины XVIII века, чьи полотна охотно приобретались для русских дворцов, был немецкий живописец, постоянно живший в Италии, Якоб Филипп Хаккерт. Его картина «Вид грота Нептуна в Тиволи близ Рима» находится на восточной стене. В центре Кабинета стоит круглый стол красного дерева с мраморной доской. Это чрезвычайно редкий пример изделия мастера Марка Давида Кулерю, жившего в маленьком французском городке Монбельяр на границе со Швейцарией. М.-Д. Кулерю работал, в основном с чёрным деревом; мебель выполненная им из красного дерева — штучные экземпляры.

### Штандартная
Штандартная была декорирована по проекту Растрелли золочёной резьбой по дереву, стены затянуты шёлком. Ткань неоднократно менялась. С середины XIX века — это «брокатель по жёлтому фону с лиловыми разводами» под цвет императорского штандарта (в то время в комнате хранились штандарты гвардейских полков, отсюда и название). В настоящее время стены и мебель обиты шёлком, изготовленным по образцу ткани из Петергофской Собственной дачи работы московской мануфактуры И. Кондрашова 1840-х годов. Ткань воссоздана московскими мастерами под руководством А. Фейгиной.

### Кавалерская
Здесь размещался караул кавалергардов, производились представления кавалеров российских орденов, устраивались приёмы офицеров гвардейских полков. Стены затянуты малиновым штофом, изготовленным на московской мануфактуре Ф. Коровина в конце XIX века. Шёлк воссоздан в 1974 году. В Кавалерской находится одна из изразцовых печей Большого дворца, являющихся подлинным произведением искусства. Печь восстановлена под руководством Ю. М. Новикова. Убранство интерьера дополняют картины, среди которых полотно школы П. Рубенса «Апофеоз войны».

### Большая голубая гостиная
Голубая гостиная в середине XVIII века называлась Столовой. Обивка стен неоднократно менялась. Голубая брокатель, давшая интерьеру новое название, впервые упоминается в 1876 году. В настоящее время стены украшены шёлком, изготовленным по образцу 1897 года. До 1941 года здесь сохранялась живописная падуга художника Л. Дорицкого (1753). Падуга воссоздана художником Л. Любимовым в 1980 году. Гостиную украшают парадные портреты Екатерины II и жены Павла I Марии Фёдоровны — копии художников XVIII века с портретов работы Д. Левицкого и Л. Виже-Лебрен. Интерьер дополняет печь с так называемыми «ландшафтными» изразцами.

### Секретарская
Интерьер был создан в середине XVIII века по проекту Растрелли. Основной элемент декора — зелёный шёлковый штоф, которым затянуты стены, — воссоздан по образцу XVIII века. Белые панели и двери были оформлены золочёными прямоугольными тягами, резными изображениями птиц, растительным орнаментом. В Секретарской находится одна из изразцовых печей Большого дворца. Воссоздана под руководством Ю. М. Новикова. Паркетный пол, как и ещё в некоторых залах (Куропаточной, Диванной и Голубой гостиных, Коронной, Голубой приёмной, Дубовом кабинете Петра I) выложен рисунком «зигзаг».
На стенах — картины «Загородный дворец» работы голландского художника Я. Ван ден Стратена (1701) и «Горный пейзаж» работы неизвестного итальянского художника XVIII века.

### Коронная
Была оформлена в середине XVIII века и перестроена в 1769—1770 годах по проекту Юрия Фельтена как парадная Опочивальня. Но по назначению не использовались. Она требовалась лишь для усиления подчёркнутой парадности дворца. С конца XVIII века комната стала называться Коронной, так как в правление Павла I в помещении был установлен специальный «стоянец» для короны.
Меблировка и оформление повторяют убранство Диванной: в комнате установлена перегородка с альковой нишей, а стены затянуты расписным китайским шёлком, на котором изображается процесс изготовления фарфора в Цзиндэчжене.
В сентябре 1941 года всё убранство, за исключением снятого со стен шёлка, погибло.
Коронная воссоздана по проекту Е. Казанской и В. Савкова. Комнату украшает плафон «Венера и Адонис» работы неизвестного итальянского художника XVIII века. Стены затянуты расписанным акварелью китайским шёлком конца XVII начала XVIII века, на котором детально изображён процесс производства фарфора. Ткань реставрирована А. Васильевой.
Восстановлена в 1964 году наряду с Картинным залом, а также Куропаточной и Диванной гостиными
была в числе первых воссозданных залов Большого дворца.

## Дубовый кабинет и Дубовая лестница
Дубовый кабинет — старейший интерьер дворца, создан ещё в первой четверти XVIII века. Отделан четырнадцатью дубовыми панелями, восемь из которых подлинные.
Дубовая лестница сооружена в 1720—1721 годах по проекту А. Леблона, плафон создан И. Я. Вишняковым в 1751 году. Он изображал Аврору, богиню утренней зари, во время войны погиб, воссоздан в 1964 году Я. А. Казаковым. Ступени лестницы устланы дубом, из него же вырезаны балясины её перил, отсюда и название. Все дубовые детали, кроме фрагмента одной из балясин, сгорели при пожаре 1941 года, воссозданы по моделям скульптора Н. Оде.
Дубовая лестница сохранялась на протяжении двух веков почти без изменений.

## Церковный и Гербовый корпуса. Особая кладовая
Построены по проекту Б. Ф. Растрелли при расширении дворца в 1740—1750 годах. Купол флигеля «под гербом» был покрыт железом в конце лета 1750 года, проект убранства церкви был создан в начале 1751 года. Резные украшения пяти глав церкви были сделаны под руководством К. С. Жирардона в 1749 году, резьба для купола Гербового корпуса — в 1751 году.

## Большой дворец на монетах

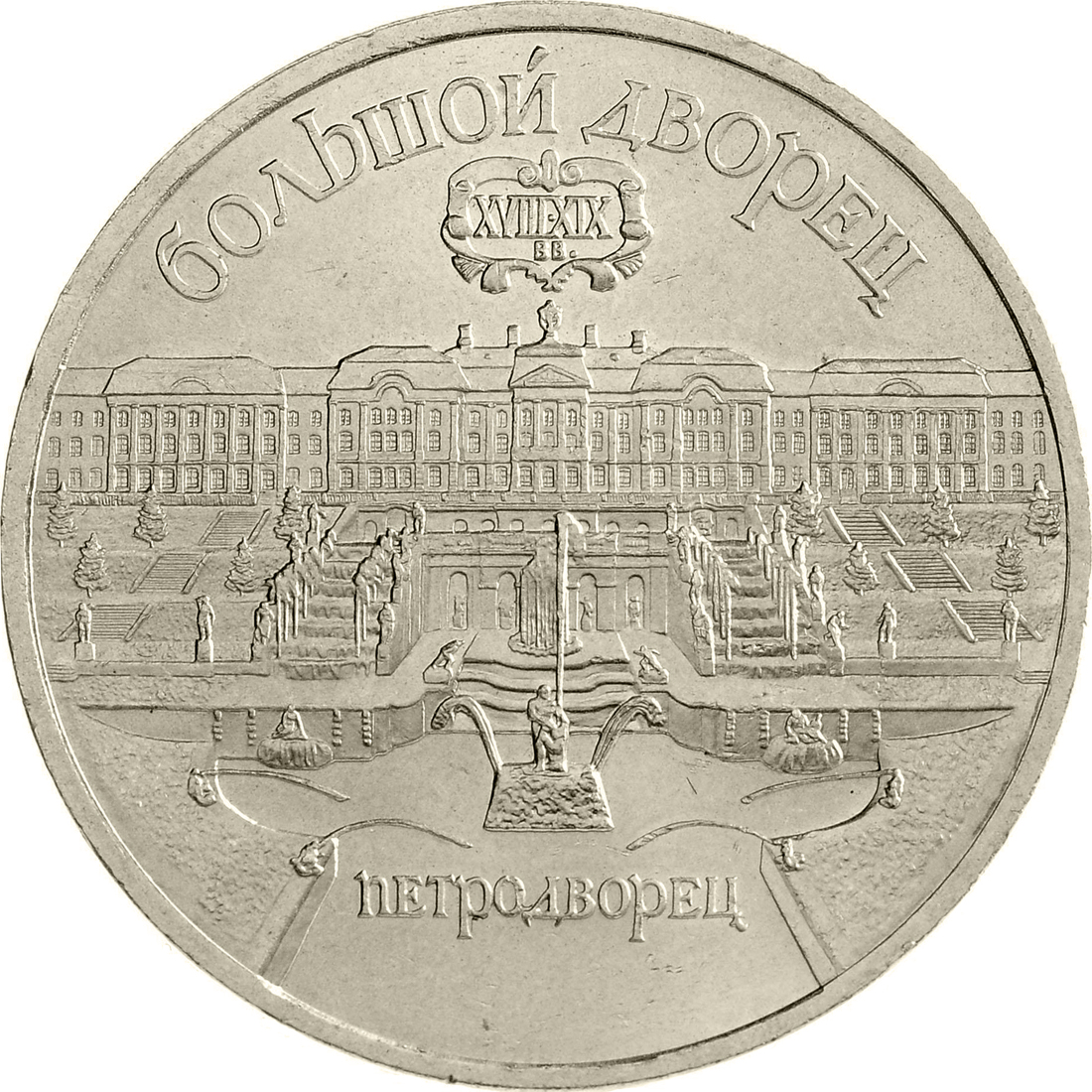
5 рублей 1990 года, СССР, мельхиор
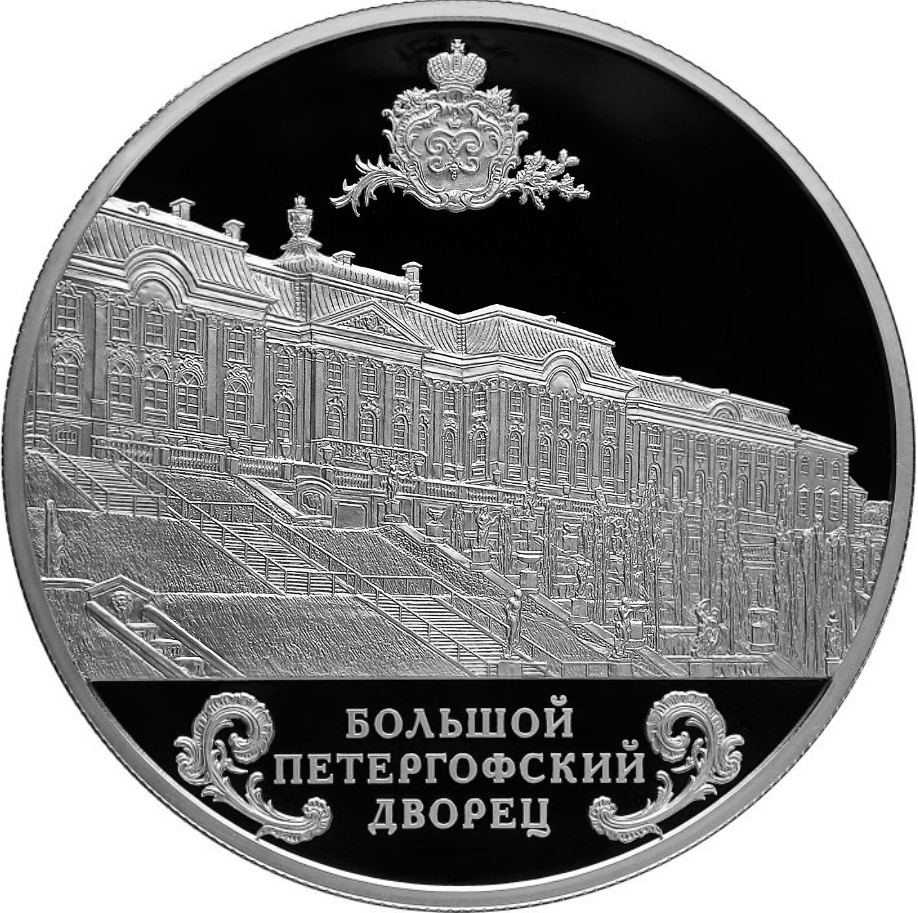
25 рублей 2016 года, Россия, серебро 925 пробы